# Krogsereds socken
Krogsereds socken i Halland ingick i Årstads härad, ingår sedan 1971 i Falkenbergs kommun och motsvarar från 2016 Krogsereds distrikt.
Socknens areal är 79,83 kvadratkilometer, varav 74,27 land. År 2000 fanns här 291 invånare. Kyrkbyn Krogsered med sockenkyrkan Krogsereds kyrka ligger i socknen. 

## Administrativ historik
Krogsereds socken har medeltida ursprung.
Vid kommunreformen 1862 övergick socknens ansvar för de kyrkliga frågorna till Krogsereds församling och för de borgerliga frågorna till Krogsereds landskommun.  Landskommunen inkorporerades 1952 i Ätrans landskommun som 1971 uppgick i Falkenbergs kommun. 1 januari 2023 uppgick församlingen i Gunnarps församling. 
1 januari 2016 inrättades distriktet Krogsered, med samma omfattning som församlingen hade 1999/2000.  
Socknen har tillhört fögderier och domsagor enligt Årstads härad. De indelta båtsmännen tillhörde Södra Hallands första båtsmanskompani.

## Geografi och natur
Krogsereds socken ligger öster om Falkenberg. Socknen är en kuperad skogs- och bergsbygd med många småsjöar och mossar. Den största insjön är Vismen.
Lysegårdsmossens naturreservat är ett kommunalt naturreservat.
I kyrkbyn Krogsered fanns förr ett gästgiveri.

## Fornlämningar
Från bronsåldern finns ett fåtal gravar.

## Namnet
Namnet (1439 Kruxrödhe) kommer från kyrkbyn. Förleden kan innehålla Kroksjön, en sjö vid kyrkbyn eller mansnamnet Krok. Efterleden är ryd, 'röjning'.

## Befolkningsutveckling
| Befolkningsutvecklingen i Krogsereds socken 1750–1990                                                   | Befolkningsutvecklingen i Krogsereds socken 1750–1990 | Befolkningsutvecklingen i Krogsereds socken 1750–1990 | Befolkningsutvecklingen i Krogsereds socken 1750–1990 | Befolkningsutvecklingen i Krogsereds socken 1750–1990 |
| --- | ----------------------------------------------------- | ----------------------------------------------------- | ----------------------------------------------------- | ----------------------------------------------------- |
| |                                                       |                                                       |                                                       |                                                       |
| År |                                                       |                                                       | Folkmängd                                             |                                                       |
| 1750 | 1750                                                  |                                                       | 446                                                   |                                                       |
| 1760 | 1760                                                  |                                                       | 503                                                   |                                                       |
| 1769 | 1769                                                  |                                                       | 523                                                   |                                                       |
| 1780 | 1780                                                  |                                                       | 562                                                   |                                                       |
| 1790 | 1790                                                  |                                                       | 539                                                   |                                                       |
| 1800 | 1800                                                  |                                                       | 566                                                   |                                                       |
| 1810 | 1810                                                  |                                                       | 555                                                   |                                                       |
| 1820 | 1820                                                  |                                                       | 645                                                   |                                                       |
| 1830 | 1830                                                  |                                                       | 676                                                   |                                                       |
| 1840 | 1840                                                  |                                                       | 692                                                   |                                                       |
| 1850 | 1850                                                  |                                                       | 778                                                   |                                                       |
| 1860 | 1860                                                  |                                                       | 864                                                   |                                                       |
| 1870 | 1870                                                  |                                                       | 841                                                   |                                                       |
| 1880 | 1880                                                  |                                                       | 830                                                   |                                                       |
| 1890 | 1890                                                  |                                                       | 764                                                   |                                                       |
| 1900 | 1900                                                  |                                                       | 669                                                   |                                                       |
| 1910 | 1910                                                  |                                                       | 650                                                   |                                                       |
| 1920 | 1920                                                  |                                                       | 648                                                   |                                                       |
| 1930 | 1930                                                  |                                                       | 614                                                   |                                                       |
| 1940 | 1940                                                  |                                                       | 551                                                   |                                                       |
| 1950 | 1950                                                  |                                                       | 482                                                   |                                                       |
| 1960 | 1960                                                  |                                                       | 414                                                   |                                                       |
| 1970 | 1970                                                  |                                                       | 369                                                   |                                                       |
| 1980 | 1980                                                  |                                                       | 313                                                   |                                                       |
| 1990 | 1990                                                  |                                                       | 311                                                   |                                                       |
| Anm: Källor: Umeå universitet - Tabellverket 1749-1859, Demografiska databasen, CEDAR, Umeå universitet |                                                       |                                                       |                                                       |                                                       |